# 別洛瓦爾主教座堂
別洛瓦爾主教座堂是位於克羅埃西亞城市別洛瓦爾的一座羅馬天主教教堂，也是天主教別洛瓦爾-克里熱夫齊教區的主教座堂。